# Striatoppia tribuliformis
Striatoppia tribuliformis är en kvalsterart som beskrevs av Balogh och Sandór Mahunka 1981. Striatoppia tribuliformis ingår i släktet Striatoppia och familjen Oppiidae. Inga underarter finns listade i Catalogue of Life.